# Фторсульфит калия
Фторсульфит калия — неорганическое соединение, соль щелочного металла калия и фторсульфиновой кислоты с формулой KSO2F, бесцветные кристаллы, растворимые в холодной воде.

## Получение
- Медленное растворение в жидком диоксиде серы фторида калия:

{\displaystyle {\mathsf {KF+SO_{2}\ {\xrightarrow {<-10^{o}C}}\ KSO_{2}F}}}

## Физические свойства
Фторсульфит калия образует бесцветные (белые) кристаллы,
растворимые в ледяной воде и жидком SO2.
В воде подвергается сильному гидролизу по аниону.

## Химические свойства
- Разлагается при нагревании:

{\displaystyle {\mathsf {KSO_{2}F\ {\xrightarrow {170-180^{o}C}}\ KF+SO_{2}}}}
- Разлагается разбавленными кислотами:

{\displaystyle {\mathsf {KSO_{2}F+HCl+nH_{2}O\ {\xrightarrow {}}\ SO_{2}\cdot nH_{2}O+KCl+HF}}}
- Окисляется концентрированной азотной кислотой:

{\displaystyle {\mathsf {KSO_{2}F+2HNO_{3}\ {\xrightarrow {}}\ KHSO_{4}+2NO_{2}\uparrow +HF}}}
- Реагирует со фтором с образованием сульфурилфторида:

{\displaystyle {\mathsf {KSO_{2}F+F_{2}\ {\xrightarrow {}}\ SO_{2}F_{2}\uparrow +KF}}}